# Felipe Ruvalcaba
Felipe Ruvalcaba Cisneros «El príncipe» (La Experiencia, Jalisco, México, 16 de febrero de 1941-Puerto Vallarta, Jalisco México, 4 de septiembre de 2019) fue un futbolista mexicano que compitió en las Copas Mundiales de la FIFA de 1962 y 1966 
participante en los Juegos Olímpicos en 1964 y Campeón en la Primera División con los mulos del Oro y con los Diablos Rojos del Toluca. Fue sobrino del también futbolista, Ernesto Cisneros

## Biografía
Nacido en la Experiencia, Jalisco, cuna y semillero de muchos jugadores que llegaron a jugar en la Primera División de México y que algunos por sus calidad hasta la Selección Nacional. El Principe heredó por su padre, José  Ruvalcaba Martínez también jugador de fútbol, apodado El Rey y de ahí el apodo del Príncipe. En las calles de la Experiencia, jugando con bolas de hilachos, se forjo en su desarrollo, bajo la tutela de Daniel "El Güero" Martínez, forjador y formador de muchos jugadores de ese lugar. Su primer equipo amateur fue El Imperio y posteriormente por su calidad llegaría a vestir la camiseta del Club Deportivo Oro durante su carrera equipo con el cual fue campeón en la temporada 1962-1963 siendo el capitán del equipo; también jugó con el Club Deportivo Toluca siendo campeón en la temporada 1967-1968 en la cual fue capitán del equipo. Jugó en la selección de fútbol de México que participó en la Copa Mundial de Fútbol de 1962 y en la Copa Mundial de Fútbol de 1966. obteniendo un campeonato en la Concacaf (ahora llamada copa de oro) en 1965 torneo disputado en Guatemala; otro campeonato obtenido fue el de la NORCECA (Norte, Centroamérica y el Caribe a nivel selecciones) jugando en 1965 en la Ciudad de Guatemala.

### Con el Oro campeón 1962-1963
Fue capitán del equipo Oro campeón en la temporada 1962-1963, que le ganó a Chivas por un gol a cero la noche del 20 de diciembre de 1962 en el Estadio Jalisco, rompiéndoles una racha de cuatro campeonatos consecutivos, impidiéndoles que fueran Pentacampeones. Al llegar a la última fecha de ese torneo, el Oro estaba tan sólo un punto abajo del Guadalajara, que tenía 35 y le bastaba el empate para coronarse por quinta ocasión consecutiva.
El partido en mención finalizó en su primer tiempo empatado a cero goles. Fue en la segunda parte al minuto 71 cuando el brasileño Manoel Tabares “Necco’’ adelantó al Oro por uno a cero en el marcador. La reacción de Chivas no se hizo esperar, pero fueron frenados una y otra vez, ya casi al final del partido, Jaime “El Tubo’’ Gómez, portero del Guadalajara, dejó sola su portería para ir a rematar un tiro de esquina en busca del gol del empate, logró rematar de cabeza, pero el guardameta Antonio “El Piolín’’ Mota se agigantó para sacar el balón del ángulo y evitar la caída de su meta.
La alineación del Oro campeón fue con Antonio “El Piolín’’ Mota en la portería, Germán “El Tamal’’ Ascencio, Adhemar Barsello y Víctor Chavira en la defensa, Rogelio González Navarro y Felipe “El Príncipe’’ Ruvalcaba en el medio campo, Jorge “El Tepo’’ Rodríguez, Amaury Epaminondas, Manoel Tabares “Necco’’, Nicola Gravina y José Luis “El Zurdo’’ Pérez en la delantera. “El Pipis’’ Ruvalcaba fue también Campeón de Campeones con el Oro en 1963 al vencer al Guadalajara por tres goles a uno en el Estadio de Ciudad Universitaria. 

### Juegos Olímpicos en Tokio 1964
Participó con la Selección Nacional en los Juegos Olímpicos de Tokio 1964 y jugó en los tres partidos que sostuvo el representativo nacional contra Rumania, Irán y Alemania, habiendo obtenido tan solo un empate frente a Irán a un gol. Sus compañeros de equipo fueron Ignacio “El Cuate’’ Calderón, Javier Vargas, Luis Alvarado y Javier Fragoso, entre otros.

### Copa del Mundo 1966
“El Príncipe Ruvalcaba’’ participó con la Selección Nacional en los juegos de la eliminatoria para el Mundial de Inglaterra 1966, al cual también asistió, sus compañeros de equipo fueron Ignacio “El Cuate’’ Calderón, Antonio “La Tota’’ Carbajal, Arturo “El Cura’’ Cháirez, Gabriel Núñez, Gustavo “El Halcón’’ Peña, Guillermo “El Campeón’’ Hernández, Magdaleno Mercado, José Luis González, Luis Regueiro, Salvador Reyes, Isidoro Díaz, Javier Fragoso, Enrique Borja, Aarón Padilla y su primo hermano Ernesto Cisneros.

### Campeón con el Toluca 1967-1968
En la temporada 1967 - 1968 fue contratado por el Toluca a sugerencia del técnico Ignacio Trelles para reemplazar a Claudio Loustanau. Con los Diablos Rojos del Estado de México fue campeón en ese torneo al lado de Florentino López, José Vantolrá, el brasileño Mauro Ramos, Jorge El Cuervo Arévalo, José Luis “El Ruso’’ Estrada, Tomás “El Fu Manchú’’ Reynoso, Jesús Romero Reyes, Juan Dosal, Albino Morales, Amaury Epaminondas, Francisco Linares y Vicente Pereda.
Del Toluca fue transferido al equipo Necaxa en la temporada 1968-1969, con los Electricistas jugó tan solo un torneo. De acuerdo a lo manifestado por el exjugador Valdemar García Cansino, en la temporada 1969 - 1970 fue compañero de Felipe “El Pipis’’ Ruvalcaba en el equipo Ciudad Victoria de Segunda División, en el cual se retiró. Regresó a Guadalajara y por razones médicas estableció residencia desde hace años en Puerto Vallarta, Jalisco.
Felipe “El Príncipe’’ Ruvalcaba será siempre recordado como uno de los jugadores más finos del futbol mexicano con una clase extraordinaria para jugar al futbol.

## Participaciones en Juegos Olímpicos
| Torneo                   | Sede  | Resultado    |
| ------------------------ | ----- | ------------ |
| Juegos Olímpicos de 1964 | Tokio | Primera fase |

## Participaciones en Copas del Mundo
| Mundial                        | Sede       | Resultado    |
| ------------------------------ | ---------- | ------------ |
| Copa Mundial de Fútbol de 1962 | Chile      | Primera fase |
| Copa Mundial de Fútbol de 1966 | Inglaterra | Primera fase |